# Prix Goncourt des lycéens
Prix Goncourt des lycéens – nagroda literacka utworzona w 1988 roku, przyznawana dla powieści w języku francuskim. Jest odnogą Nagrody Goncourtów.

## Nagroda
Prix Goncourt des lycéens została ustanowiona 1988 roku przez Ministerstwo Edukacji Francji i FNAC, największą francuską detaliczną sieć sprzedaży produktów z dziedziny rozrywki i elektroniki. Jej założeniem było zachęcanie młodych ludzi do czytania, z czasem zdobyła prestiż i stała się jedną z najważniejszych nagród francuskiej literatury.
Jury składa się z 2000 uczniów 56 liceów, którzy czytają 12 powieści nominowanych przez Académie Goncourt. Przez dwa miesiące przeprowadzane są dyskusje na temat prac i spotkania z autorami, po których młodzież dokonuje wyboru. W połowie listopada przedstawiciele placówek spotykają się na ostatecznych naradach w Rennes. Prix Goncourt des lycéens jest przyznawana w tym samym dniu, co Nagroda Goncourtów.

## Zwycięzcy
- 2022: Sabyl Ghoussoub, Beyrouth-sur-Seine[1]
- 2021: Clara Dupont-Monod, S’adapter[2]
- 2020: Djaili Amadou Amal, Les Impatientes[3]
- 2019: Karine Tuil, Les Choses humaines
- 2018: David Diop, Frère d'âme
- 2017: Alice Zeniter, L'Art de perdre
- 2016: Gaël Faye, Petit Pays
- 2015: Delphine de Vigan, D'après une histoire vraie
- 2014: David Foenkinos, Charlotte
- 2013: Sorj Chalandon, Le Quatrième Mur
- 2012: Joël Dicker, La Vérité sur l'affaire Harry Quebert
- 2011: Carole Martinez, Du domaine des murmures
- 2010: Mathias Énard, Parle-leur de batailles, de rois et d'élephants
- 2009: Jean-Michel Guenassia, Le Club des incorrigibles optimistes
- 2008: Catherine Cusset, Un brillant avenir
- 2007: Philippe Claudel,  Raport Brodecka (Le Rapport de Brodeck)
- 2006: Léonora Miano, Contours du jour qui vient
- 2005: Sylvie Germain, Magnus
- 2004: Philippe Grimbert, Un secret
- 2003: Yann Apperry, Farrago
- 2002: Laurent Gaudé, La Mort du roi Tsongor
- 2001: Shan Sa, Dziewczyna grająca w go (La Joueuse de go)
- 2000: Ahmadou Kourouma, Allah n’est pas obligé
- 1999: Jean-Marie Laclavetine, Première ligne
- 1998: Luc Lang, Mille six cents ventres
- 1997: Jean-Pierre Milovanoff, Le Maître des paons
- 1996: Nancy Huston, Instruments des ténèbres
- 1995: Andreï Makine, Francuski testament (Le testament français)
- 1994: Claude Pujade-Renaud, Belle-mère
- 1993: Anne Wiazemsky, Canines
- 1992: Eduardo Manet, L'Île du lézard vert
- 1991: Pierre Combescot, Les Filles du Calvaire
- 1990: Françoise Lefèvre, Le Petit Prince cannibale
- 1989: Jean Vautrin, Un grand pas vers le Bon Dieu
- 1988: Érik Orsenna, L'Exposition coloniale